# Zeta Equulei
Zeta Equulei (ζ Equulei, förkortat Zeta Equ, ζ Equ) som är stjärnans Bayerbeteckning, är en ensam stjärna belägen i den sydvästra delen av stjärnbilden Lilla hästen. Den har en skenbar magnitud på 5,59 och är svagt synlig för blotta ögat där ljusföroreningar ej förekommer. Baserat på parallaxmätning inom Hipparcosuppdraget på ca 4,2 mas, beräknas den befinna sig på ett avstånd på ca 770 ljusår (ca 240 parsek) från solen. På det beräknade avståndet minskar stjärnans skenbara magnitud med 0,15 enheter på grund av skymning av interstellär gas och stoft.

## Egenskaper
Zeta Equulei är en orange till röd jättestjärna av spektralklass K5 III. Den har en radie som är ca 63 gånger större än solens och utsänder från dess fotosfär ca 950 gånger mera energi än solen vid en effektiv temperatur på ca 3 900 K. 